# Anoncus brevitarsis
Anoncus brevitarsis là một loài tò vò trong họ Ichneumonidae.